# Лена д'Агуа
Хелена Марія де Жесуш Агуаш (порт. Helena Maria de Jesus Águas, нар. 16 червня 1956, Лісабон), більш відома як Лена д'Агуа (порт. Lena d'Água) — португальська поп-співачка.

## Дискографія
- 1978 — Ascenção e Queda (Petrus Castrus)
- 1979 — Qual é Coisa, Qual é ela?
- 1979 — O Nosso Livro/Cantiga da Babá (single)
- 1980 — Sem Açúcar (Salada de Frutas)
- 1981 — Robot/Armagedom (Salada de Frutas single)
- 1980 — Vígaro cá, vígaro lá/Labirinto (single)
- 1982 — Perto de ti
- 1983 — Papalagui/Jardim Zoológico (single)
- 1984 — Lusitânia
- 1986 — Terra Prometida
- 1987 — Aguaceiro
- 1989 — Tu Aqui
- 1992 — Ou Isto ou Aquilo
- 1993 — As Canções do Século
- 1996 — Demagogia (greatest hits)
- 1996 — O Melhor de Lena d'Água — Sempre Que o Amor Me Quiser (greatest hits)
- 2007 — Sempre — live at Hot Clube de Portugal
- 2011 — Lena d'Agua & Banda Atlântida (Bandas Míticas compilation, 14)
- 2014 — Carrossel

## Особисте життя
Батько Лени, Жозе Агуаш, був футболістом, з успіхом грав за «Бенфіку» і збірну, забивши понад 400 голів за кар'єру. Молодший брат Лени, Руй Агуаш, також був футболістом нападником, з успіхом грав за «Бенфіку» і «Порту», а також національну збірну.
Двоюрідний брат Лени, Раул Агуаш, також протягом багатьох років був футболістом і тренером.
У 2011 році д'Агуа написав книгу про свого батька, під назвою «José Águas, o meu pai herói» («Жозе Агуаш, мій батько герой»).